# Buśnie
Buśnie (biał. Бусні, Busni; ros. Бусни, Busni) – wieś na Białorusi, w obwodzie brzeskim, w rejonie żabineckim, w sielsowiecie Leninski.

## Historia
W XIX i w początkach XX w. położone były w Rosji, w guberni grodzieńskiej, w powiecie kobryńskim, w gminie Rohoźna.
W dwudziestoleciu międzywojennym leżały w Polsce, w województwie poleskim, w powiecie kobryńskim, do 18 kwietnia 1928 w gminie Rohoźna, następnie w gminie Oziaty. W 1921 miejscowość liczyła 265 mieszkańców, zamieszkałych w 62 budynkach, w tym 252 Białorusinów i 13 Polaków. 264 mieszkańców było wyznania prawosławnego i 1 rzymskokatolickiego.
Po II wojnie światowej w granicach Związku Sowieckiego. Od 1991 w niepodległej Białorusi.